# Comuna Novîi Mosîr, Kovel
Novîi Mosîr (în ucraineană Новий Мосир) este o comună în raionul Kovel, regiunea Volînia, Ucraina, formată din satele Darivka, Novîi Mosîr (reședința), Partîzanske și Starîi Mosîr.

## Demografie
Componența lingvistică a satului Novîi Mosîr
     Ucraineană (98,86%)
     Rusă (1,03%)
Conform recensământului din 2001, majoritatea populației satului Novîi Mosîr era vorbitoare de ucraineană (98,86%), existând în minoritate și vorbitori de rusă (1,03%).